# Ad-media
Die ad-media GmbH ist ein Medienunternehmen mit Sitz in Köln. Der Verlag wurde 1992 gegründet und beschäftigt in Deutschland 15 Mitarbeiter. Neben der Publikation von Fachzeitschriften für die Betonindustrie organisiert das Unternehmen seit 2005 auch internationale Fachveranstaltungen.

## Fachzeitschriften
Folgende Zeitschriften werden von der ad-media GmbH publiziert:

### CPi Concrete Plant International
Fachzeitschrift für die weltweite Beton- und Betonfertigteil-Industrie mit aktuellen Informationen und Neuigkeiten zu international relevanten technischen Themen. Die Zeitschrift erscheint alle zwei Monate in folgenden Sprachausgaben:
- CPi Concrete Plant International (englischsprachige Ausgabe, seit 1998)

- BWi BetonWerk International (deutschsprachige Ausgabe, seit 1998)
- CPi North America (englischsprachige Ausgabe, seit 2007)
- PHi Planta de Hormigón Internacional (spanischsprachige Ausgabe, seit 2001)
- C&Pi Calcestruzzo e Prefabbricazione International (italienischsprachige Ausgabe, seit 2003)
- PBi Préfa Béton International (französischsprachige Ausgabe, seit 2004)
- CPi Eurasia Edition (russischsprachige Ausgabe, seit 2004)
- ZBi Zaklady Betonowe International (polnischsprachige Ausgabe, seit 2007)
- CPi China (chinesischsprachige Ausgabe, seit 2009)
- CPi Indian Sub Continent Edition (englischsprachige Ausgabe, seit 2011)

Seit 2004 erscheint zudem zweimal jährlich CPi Middle East (englisch-/arabischsprachige Sonderausgabe).

### AAC worldwide
Fachzeitschrift in englischer und chinesischer Sprache für die weltweite Porenbetonindustrie (AAC steht für Autoclaved Aerated Concrete). Die Zeitschrift erscheint vierteljährlich. Fünf Rubriken in jeder Ausgabe decken das gesamte Spektrum der Branche ab – von Trends und Neuigkeiten aus den einzelnen Weltmärkten über die neuesten Entwicklungen in Forschung und Wissenschaft, den Stand der Technik bei der Herstellung von Porenbeton, Baustoffanwendungen und Baulösungen bis hin zu interessanten Bauwerken weltweit.

### opusC - Architektur & Design mit Beton
Von 2005 bis 2021 veröffentlichte die ad-media GmbH 100 Ausgaben der Architekturfachzeitschrift "opusC - Architektur & Design mit Beton". Neben der zweimonatlich erschienenen deutschen Ausgabe, gab es zeitweise parallel auch englischsprachige, russische, chinesische sowie niederländische Ausgaben von opus C.

## Veranstaltungen
Die ad-media GmbH organisiert und führt folgende Veranstaltungen durch:

### ICCX – International Concrete Conference & Exhibition
Kombination aus Konferenz und Fachausstellung für die Beton- und Fertigteilindustrie sowie die Porenbetonindustrie in wirtschaftlich aufstrebenden Regionen der Welt. Seit 2005 fanden ICCX-Veranstaltungen in Deutschland, Polen, Russland, China, den Vereinigten Arabischen Emiraten, Australien, Südafrika, Brasilien und Ghana statt.
Aktuell werden folgende Veranstaltungen regelmäßig durchgeführt:
- ICCX Central Europe (in Polen)
- ICCX North Africa (in Marokko)
- ICCX Eurasia (in Kazakhstan)

### ICCX Academy
Kleinere Fachveranstaltungen (Kombination aus Konferenz und Fachausstellung), die gemeinsam mit lokalen Partnern organisiert werden und sich auf spezielle Zielgruppen fokussieren; zuletzt 2023 in Baku/Aserbaidschan.

### AAC Academy
Seminare/Workshops für technische und kaufmännische Führungskräfte der internationalen Porenbetonindustrie; zuletzt 2024 in Istanbul/Türkei

## Onlinedienste
Die ad-media GmbH bietet über die CPi und AAC Websites diverse digitale Dienste an, u. a.:
CPi Buyers‘ Guide: Internationale Online-Suchmaschine für die Betonindustrie – aktuelle Informationen über Zulieferer für Produzenten von Betonfertigteilen, Betonprodukte, Betonrohre oder neueste Betontechnologie.
CPi JobBridge: Stellenanzeigenportal mit Stellenangeboten und Stellengesuche für die Betonindustrie weltweit.
AAC Buyers‘ Guide: Vergleichbar zum CPi Buyers‘ Guide mit speziell fokussierten Inhalten für die Porenbetonindustrie.

## Sonstiges
Unter dem Namen „Concrete Pen Factory“ vertreibt die ad-media GmbH spezielle Kugelschreiber aus Beton.